# 尚旺莱穆兰
尚旺莱穆兰（法語：Champvans-les-Moulins，法語發音：[ʃɑ̃vɑ̃ le mulɛ̃]）是法国杜省的一个市镇，属于贝桑松区。

## 地理
尚旺莱穆兰（47°15'19"N, 5°54'56"E）面积2.52 平方千米，位于法国勃艮第-弗朗什-孔泰大區杜省，该省份为法国东部内陆省份，北起上索恩省，西接汝拉省，东部及东南部与瑞士接壤，东北部与贝尔福地区省接壤。
与尚旺莱穆兰接壤的市镇（或旧市镇、城区）包括：努瓦龙特、普耶莱维涅、塞尔莱萨潘、舍莫丹和沃。

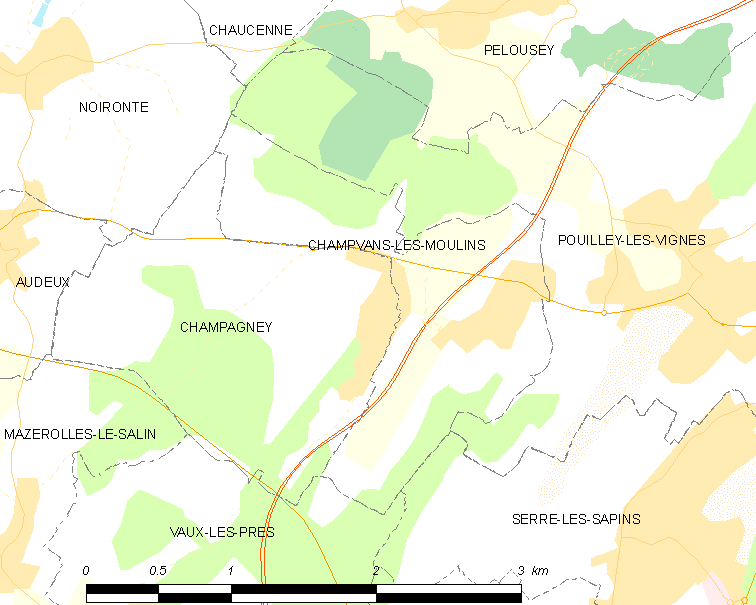
尚旺莱穆兰的OSM定位图

尚旺莱穆兰的时区为UTC+01:00、UTC+02:00（夏令时）。

## 行政
尚旺莱穆兰的邮政编码为25170，INSEE市镇编码为25119。

## 政治
尚旺莱穆兰所属的省级选区为贝桑松第二县。

## 人口

1962-2008年间尚旺莱穆兰人口变化图示

尚旺莱穆兰于2022年1月1日时的人口数量为317人。